# ケンブリッジ・ベイ
ケンブリッジ・ベイ（英: Cambridge Bay、イヌイナクトゥン語: Iqaluktuuttiaq、イヌクティトゥット語: ᐃᖃᓗᒃᑑᑦᑎᐊᖅ）は、カナダ、ヌナブト準州のキティクメオト地域にあるハムレット。ヴィクトリア島に所在。人口は1760人（2022年）。
イヌイナクトゥン語では「良い釣り場」を意味するイカルクトゥティアク（Iqaluktuuttiaq）という名である。ケンブリッジという地名はケンブリッジ公アドルファスから名づけられた。北西航路の主要停泊地である。

## 地理
ヴィクトリア島南東部、クイーン・モード湾とディーズ海峡の間に位置する。ケッペンの気候区分において寒帯に属し、冬の間は極夜が発生する。

## 歴史

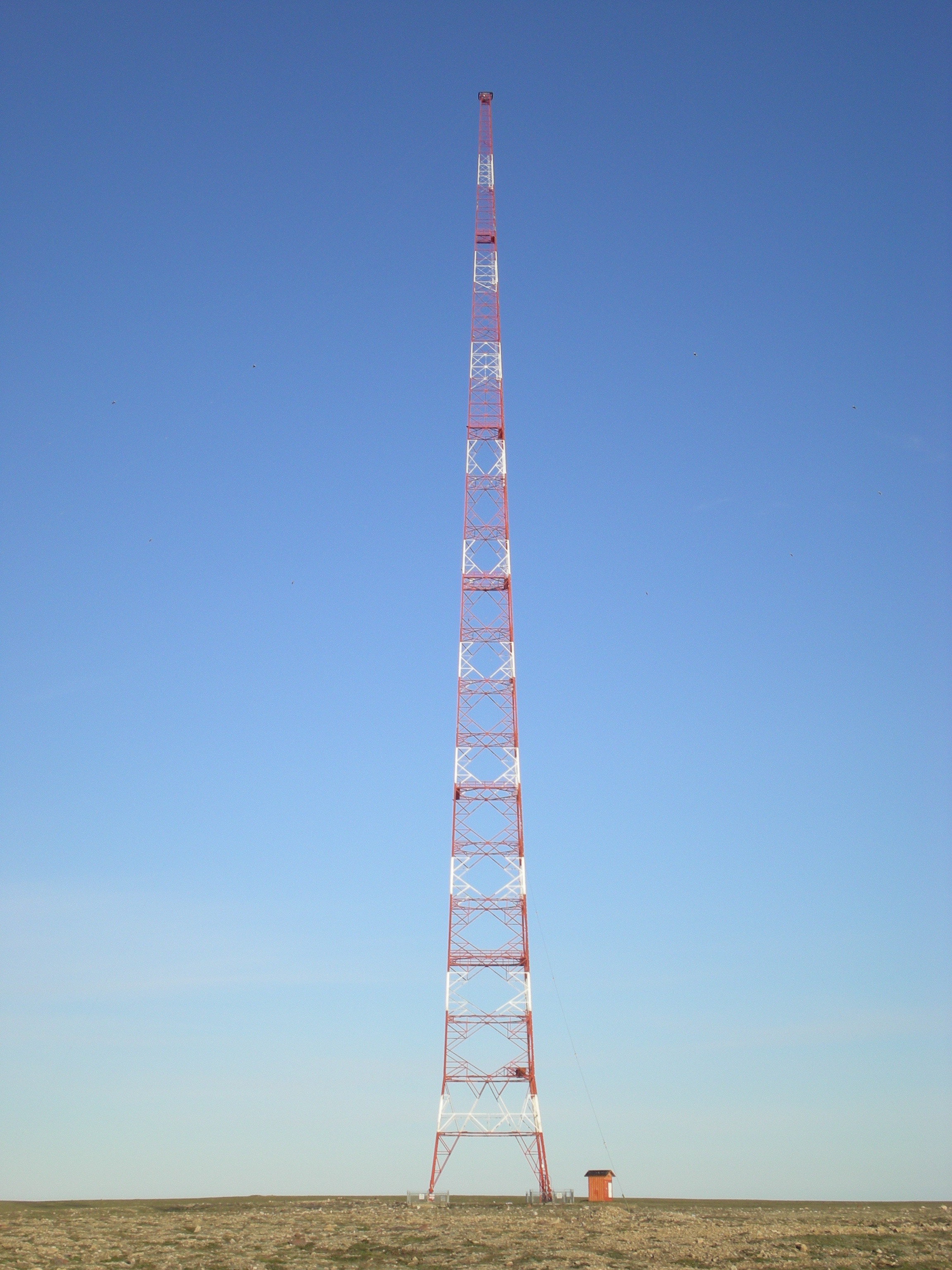
ケンブリッジ・ベイLORANタワー

この地に進出した初の人類は約4,000年前のプレ・ドーセット人である。現在のイヌイットは西暦1500年頃に居住し始めた。
ケンブリッジ・ベイに初めて訪れたヨーロッパ人は、1839年のトマス・シンプソン率いる北極探検隊である。海路では、行方不明になったフランクリン遠征隊の捜索のため、1852年から1853年にかけて滞在したリチャード・コリンソン率いる遠征隊である。
1920年代には王立カナダ騎馬警察、ハドソン湾会社により前哨基地が建設された。1947年にケンブリッジ・ベイLORANタワーが建設され、1954年にサドバリーの鉄鉱石回収プラントが建設されるまで、カナダで最も高い建造物であった。町のシンボル的な存在であったが、老朽化により2014年に取り壊された（2013年の予定であったが延期）。